# Мёршбах
Мёршбах (нем. Mörschbach) — община в Германии, в земле Рейнланд-Пфальц. 
Входит в состав района Рейн-Хунсрюк. Подчиняется управлению Райнбёллен.  Население составляет 325 человек (на 31 декабря 2010 года). Занимает площадь 5,82 км².

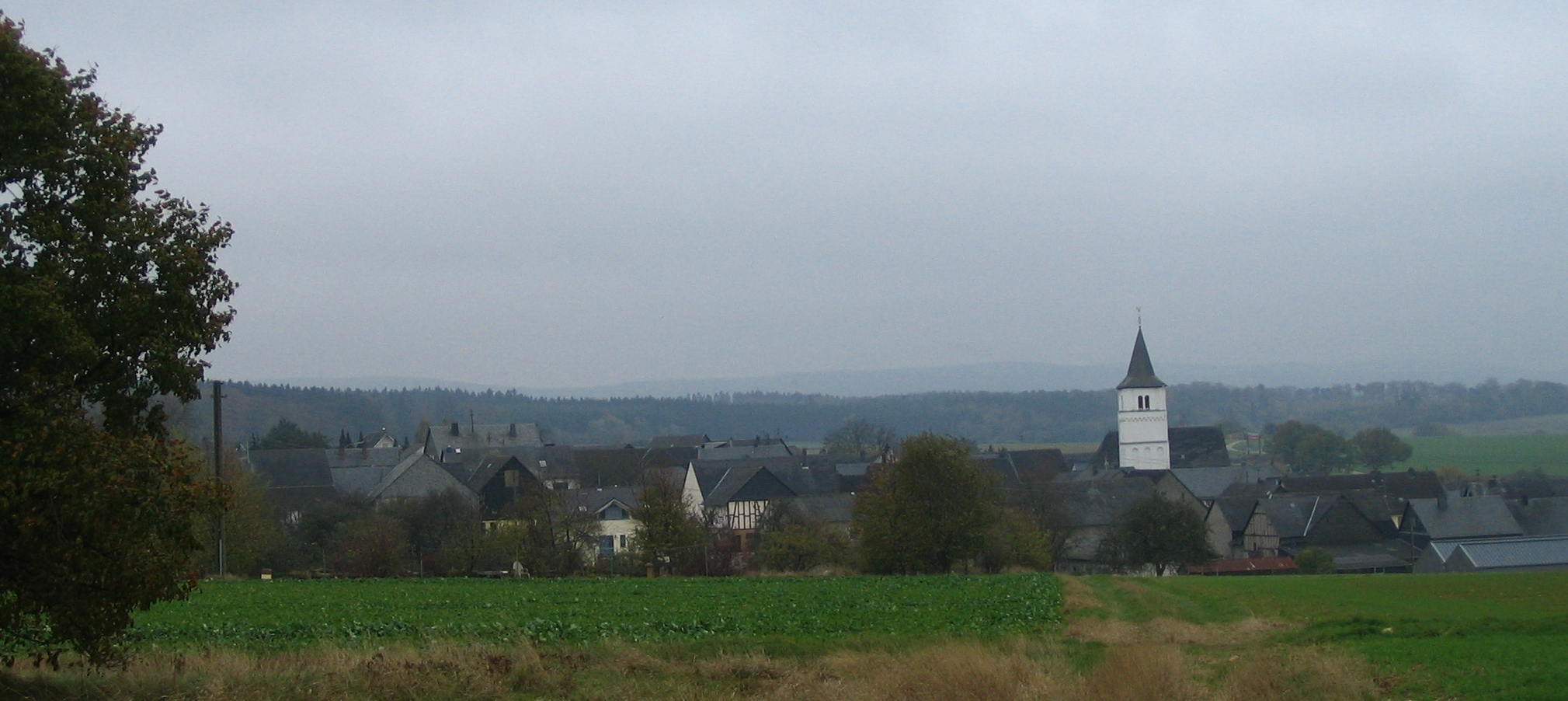
Мёршбах

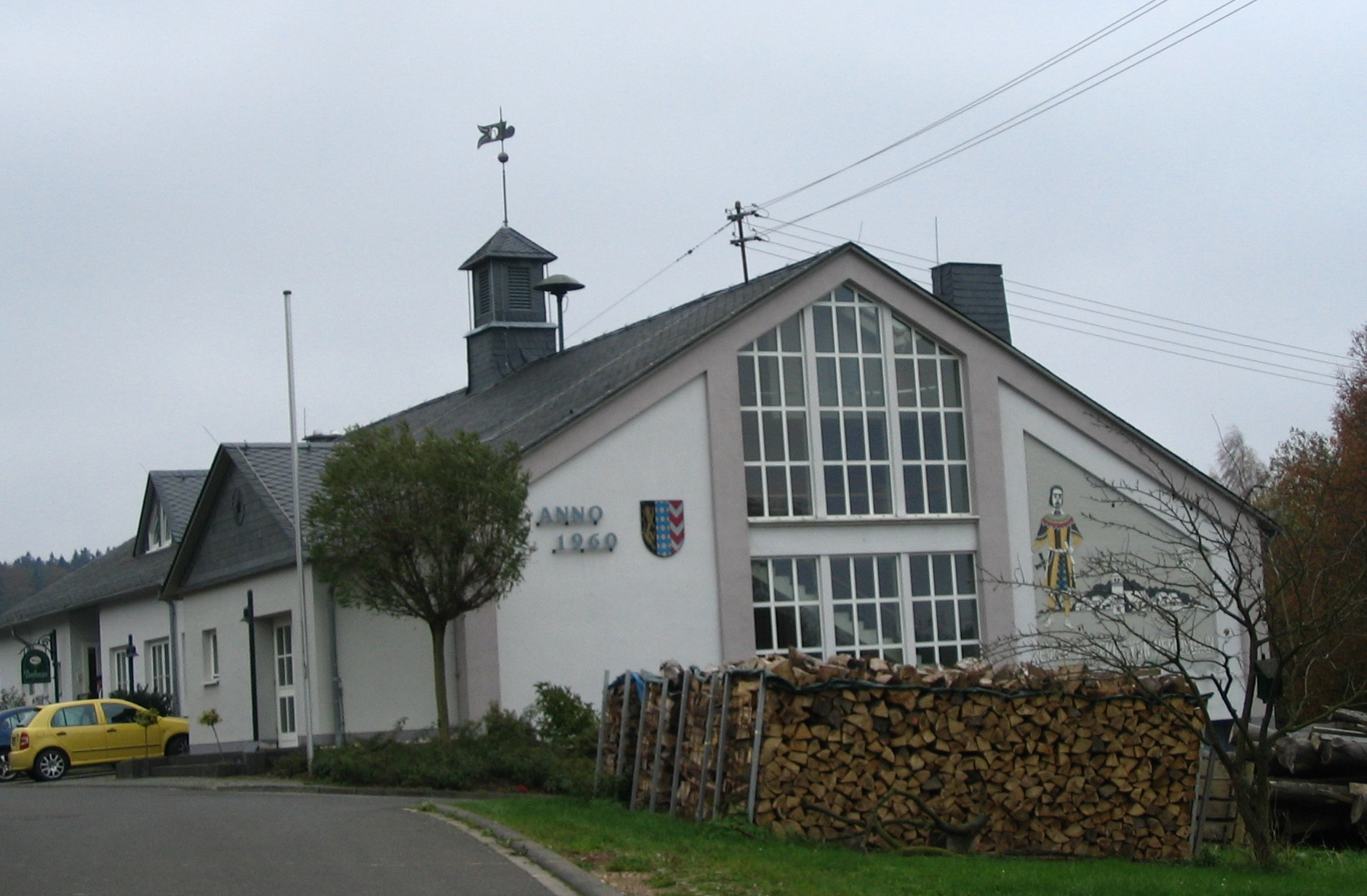
Мёршбах